# Republik Noli
Die Republik Noli (italienisch: Repubblica di Noli; ligurisch: Repubbrica de Nöi) war eine italienische Seerepublik in Ligurien, die zwischen 1192 und 1797 bestand. Heute gehört ihr Gebiet zur Provinz Savona, Italien.

## Geschichte
Dank des natürlichen Tiefwasserhafens und einer leistungsfähigen Werft entwickelte sich Noli schon früh zu einer Seemacht und erlangte wirtschaftliche Bedeutung im Fernhandel.
Im Ergebnis der Gewährung zahlreicher Privilegien für die Unterstützung der Kreuzzugbewegung gewann Noli 1192 seine Unabhängigkeit. Diese wurde aber durch die Grafschaft Savona und die Markgrafschaft Finale bedroht, weshalb sich die Republik bereits zehn Jahre später unter den Schutz der weitaus bedeutenderen Republik Genua stellte. Obwohl in der Folge seit 1202 praktisch ein Protektorat des Nachbarn, gestalteten sich die gegenseitigen Beziehungen dennoch gleichberechtigt und die Regierung unterstand weiterhin einem unabhängigen Podestà.
Zudem stärkte das Bündnis die wirtschaftliche Entwicklung von Noli, da es für seine Handelsaktivitäten in Genua nur einen Pfennig zahlte, während etwa Spanier 60 Pfennig entrichten mussten.
Militärische Stärke bewies Noli während eines Konflikts mit Savona im Jahr 1227, als die Flotte der Republik die feindliche Stadt Spotorno plünderte.
Aufgrund der gewachsenen Bedeutung der Republik, richtete Papst Gregor IX. 1239 in Noli ein Bistum ein.
Nach 605 Jahren ihrer Existenz ging die Republik im Rahmen der Neuordnung Italiens durch Napoleon Bonaparte 1797 mit Genua in der Ligurischen Republik auf.

## Flagge
Die Flagge von Noli stammt aus dem 13. Jahrhundert und zeigt in Verkehrung der genuesischen ein weißes Kreuz auf rotem Grund. Allerdings zogen es viele Handelsschiffe von Noli vor, unter der Flagge Genuas zu fahren, da diese ein höheres Ansehen genoss.